# Nattenhoven
Nattenhoven (Limburgs: Nattenhaove) is een buurtschap van Berg aan de Maas in de gemeente Stein (Zuid-Limburg (Nederland)).
Tot de herindeling in 1982 hoorde de buurtschap bij de gemeente Obbicht en Papenhoven. De bebouwing, aangeduid met een wit plaatsnaambord, is aan het dorp Berg aan de Maas vastgegroeid. In 2023 telde de buurtschap 160 inwoners.

## Verenigingsleven
- Schutterij Sint Hubertus

Dorpen: Berg aan de Maas · Elsloo · Meers · Stein · Urmond

Buurtschappen, gehuchten en wijken: Catsop · De Weert · Kerensheide · Kleine Meers · Maasband · Nattenhoven · Nieuwdorp · Oud-Stein · Oud-Urmond · Stein-Centrum · Terhagen · Urmond-Oost · Veldschuur

Limburg: Steden en dorpen      Nederland: Provincies · Gemeenten